# Dirthouse
«Dirthouse» es una canción del grupo de metal industrial Static-X. Es la quinta canción de su álbum Start a War y su vez fue lanzado como su segundo sencillo. El vídeo incluye al grupo tocando en un lugar extraño y sucio, el cual es fácilmente notable en la batería, que está cubierta de polvo. Alcanzó el número 27 en el Billboard Mainstream Rock Tracks.